# Tetropium confragosum
Tetropium confragosum är en skalbaggsart som beskrevs av Holzschuh 1981. Tetropium confragosum ingår i släktet Tetropium och familjen långhorningar. Inga underarter finns listade i Catalogue of Life.